# Sebastian Bea
Sebastian Bea (* 10. April 1977 in San Francisco) ist ein ehemaliger Ruderer aus den Vereinigten Staaten, der 1997 Weltmeister im Achter und 2000 Olympiazweiter im Zweier ohne Steuermann war. 
Sebastian Bea begann 1995 mit dem Rudersport. 1997 gehörte der 1,98 m große Ruderer zum amerikanischen Achter bei den Weltmeisterschaften auf dem Lac d’Aiguebelette. Innerhalb einer Sekunde überquerten die Achter aus den Vereinigten Staaten, Rumänien und Australien in dieser Reihenfolge die Ziellinie. Im Jahr darauf ruderte Bea im Vierer ohne Steuermann auf den siebten Platz bei den Weltmeisterschaften 1998. 1999 in St. Catharines belegte er im Zweier ohne Steuermann den 13. Platz. 
Bei der Weltcupregatta in Luzern im Juli 2000 belegte Bea den dritten Platz mit dem Achter, in dem auch Ted Murphy saß. Bea und Murphy wechselten für die Olympischen Spiele in Sydney in den Zweier ohne Steuermann. Nach dritten Plätzen in Vorlauf und Halbfinale gewannen die beiden im Finale die Silbermedaille mit einer knappen Sekunde Rückstand auf die Franzosen Michel Andrieux und Jean-Christophe Rolland.
Sebastian Bea ist der Sohn von Carlos Bea, der bei den Olympischen Spielen 1952 mit dem kubanischen Basketballteam antrat. 1959 wurde Carlos Bea Bürger der Vereinigten Staaten.